# Admiral Kasatonov (schip, 2020)
Admiral Flota Kasatonov (Russisch: Адмирал флота Касатонов) is een fregat van de Russische marine van de Admiral Gorsjkov klasse.

## Gegevens
Het fregat is 135 m lang, 16 m breed met 4,5 m diepgang en 4500 registerton waterverplaatsing. Twee gasturbines voor kruissnelheid en twee voor versnelling drijven twee scheepsschroeven aan tot 54,6 km/h en 7400 km bereik. De bemanning telt 210 koppen.

## Wapens
- 2 x 8 cellen voor verticale lancering van 3M-54 Kalibr kruisvluchtwapens of P-800 Oniks of 3M22 Zirkon antischeepsraketten.
- 2 x 16 cellen voor S-350 luchtdoelraketten
- 2 9M337 Sosna-R luchtdoelraketten
- 2 x 4 330 mm torpedobuizen voor Paket-E/NK torpedo’s tegen onderzeeboten
- Een 130 mm kanon
- Twee 14,5 mm machinegeweren
- Een Kamov Ka-27 helikopter

## Bouw
Severnaya Verf in Sint-Petersburg legde de kiel op 26 november 2009 en liet het op 12 december 2014 te water. 
Het fregat is genoemd naar de Held van de Sovjet-Unie admiraal Vladimir Kasatonov. Het fregat ging op 21 juli 2020 met pennantnummer 461 in dienst bij de Noordelijke Vloot in Severomorsk.

## Barentszzee
Het fregat oefende in de Barentszzee in onderzeebootbestrijding en lanceerde op 29 september 2020 een 3M-54 Kalibr kruisvluchtwapen van de Witte Zee naar een doel op land in de  Oblast Archangelsk. Tussen 2019 en 2020 testte het de raket Otvet tegen onderzeeboten.

## Middellandse Zee
Op 30 december 2020 vertrok Admiral Kasatonov uit Severomorsk en op 14 januari 2021 voer hij door de Straat van Gibraltar in de Middellandse Zee naar Algerije.
Op 3 februari 2021 deed het Piraeus aan en van 16 tot 18 februari 2021 Alexandrië.
Van 2 tot 4 maart bezocht hij Aksaz Naval Base.
Van 8 tot 10 maart bezocht hij Limasol en daarna Tartus.
Op 15 maart volgde hij het Franse helikopterschip Tonnerre (L9014) bij Cyprus.
Het vliegdekschip USS Dwight D. Eisenhower (CVN-69) was ook daar na oefeningen met de Griekse marine op 11 maart.
Van 23 tot 26 maart was het fregat terug in Piraeus voor feestelijkheden rond de 200-jarige herdenking van de Griekse Onafhankelijkheidsoorlog.
Op 2 april voer het schip door de Straat van Gibraltar en keerde op 23 april terug in Severomorsk.

## Oekraïne
Op 7 februari 2022 bij de Russische invasie van Oekraïne in 2022 was het fregat opnieuw in de Middellandse Zee. Turkije weigerde de doortocht door de Bosporus volgens het Verdrag van Montreux en het fregat bleef in de Middellandse Zee.